# Trocànter menor
En anatomia humana, el trocànter menor és una prominència òssia situada entre la diàfisi i el coll del fèmur. Serveix d'inserció per al múscul psoes ilíac. La línia intertrocanteriana del fèmur uneix el trocànter menor i el major.

## Fractures
En nens i adolescents en els quals no s'ha completat el procés d'ossificació de l'esquelet, es poden produir fractures per arrencament del trocànter menor a conseqüència d'una contracció muscular violenta del psoes ilíac. En els adults, en canvi, les fractures del trocànter menor són molt rares i, quan es produeixen, molt sovint són secundàries a un procés cancerós que ha ocasionat metàstasis en l'os.